# DR Mama
DR MAMA var en DAB-radiokanal som rettede sig mod unge. Kanalen blev lanceret 1. september 2011 og lukkede 30. september 2014. Indtil 2013 sendte DR MAMA også tv-udsendelser på DR's forhenværende kanal DR HD, som siden blev erstattet med DR3.

## Tv-værter
- Emil Thorup
- Sara Frost
- Thomas Skov Gaardsvig
- Camille Lange
- Jacob Ege Hinchely
- Steen Langeberg

## Radioværter
- Sandie Westh (februar 2014-september 2014)
- Andrew Moyo (februar 2014-september 2014)
- Mikkel Borg (august 2013-september 2014)
- Satie Espersen (marts 2013-januar 2014)
- Signe Amtoft (marts 2013-august 2013)
- Anders Hagen (marts 2013-august 2013)
- Tilde Bang (marts 2013-august 2013)
- Asger Kjær (januar 2012-marts 2013)
- Frederik Cilius Jørgensen (april 2012-marts 2013)
- Jonas Nielsen (august 2012-september 2014)
- Rune Hedeman (Januar 2012-juni 2012)
- Emil Thorup (september 2011-juni 2012)
- Sara Frost (september 2011-juni 2012)
- Thomas Skov Gaardsvig (september 2011-juni 2012)
- Camille Lange (september 2011-juni 2012)
- Jacob Ege Hinchely (september 2011-september 2014)
- Steen Langeberg (september 2011-december 2012)
- Julie Rudbæk (august 2012-december 2012)
- Mathias Helt (april 2012-december 2012)
- Cathrine Nissen (oktober 2011-juli 2012)

### Programmer

#### Tv
| - Langeberg - I Virkeligheden - Syg fest i Helsinge - Emils damer - Bølle – stræber – dulle – taber - Sexministeriet - Jacob – a Love Story - Verdens bedste tv-program - Populær - Pandaerne - Chapper & Pharfar - Jenks flytter ind - Zomedy - Afrika Under - Asphalt - Børnepunkerne - Cultpige - DJ Akademiet - Hardstyle - Ignoranterne - Perlevenner - Ronni - Sexpraktik - Under København | - Glee - Family Guy - Parks and Recreation - Work of Art - Doctor Who - Life Unexpected - Madventures - Misfits - Modelliv i London - Rookie Blue - The Walking Dead - Pineapple Dance Studios |

#### Radio
| Program               | Sendetid                        | Værter | forhenværende værter | faste gæsteværter |
| --------------------- | ------------------------------- | --- | --- | --- |
| Go' Eftermiddagshowet | Mandag-torsdag kl. 14-17        | Jacob Ege Hinchely Jonas Nielsen (siden august 2012) | Steen Langeberg Emil Thorup Sara Frost Thomas Skov Gaardsvig Camille Lange                                                                             | Kristian Gormsen - Praktikant (januar 2012-juni 2012) Monica Svane - Praktikant/Filmanmelder (August 2012-Januar 2013)                                                                                        |
| Er det fredag?        | Hver fredag kl. 14-17           | Asger Kjær Frederik Cilius Jørgensen (siden august 2012) | Rune Hedeman (januar 2012-juni 2012) Mathias Helt (August 2012-December 2012) Julie Rudbæk (August 2012-December 2012) Steen Langeberg (december 2012) | Niklas Konoy - Ugens pip/hjælpevært/teknisk support Kåre Nielsen - MAMA-News Mike Olsen - Like Mike Kristian Gormsen - Praktikant (januar 2012-juni 2012) Monica Svane - Praktikant (August 2012-Januar 2013) |
| Populær               | Sendes ikke mere i radioen      | Cathrine Nissen | | |
| Klub Kongsted         | Hver fredag og lørdag kl. 21-23 | Andreas Kongsted | | |
| Dans!                 | Sendes ikke mere i radioen      | Rasmus Gejl | | |
| Populær               | Sendes ikke mere i radioen      | Cathrine Nissen | | |
| MAMAs Venner          | Sendes ikke mere i radioen      | Julius Winckelmann (august 2011-marts 2013) Alexander Stæhr Ohrt (august 2011-marts 2013) Charlotte Amalie Joensen (august 2011-marts 2013) Negine Bazrafkan (august 2011-marts 2013) | Sofie Hagen (august 2011-august 2012) Mads Voldum (august 2011-august 2012) Anders Morgenstierne (august 2012-februar 2013)                            | |